# Юрлова-Перхт Катерина Вікторівна
Юрлова-Перхт Катерина Вікторівна  (23 лютого 1985, Ленінград) — російська біатлоністка, дворазова  призерка чемпіонатів Європи з біатлону, чемпіонка світу 2015 в індивідуальній гонці, майстер спорту Росії міжнародного класу.

## Кар'єра в Кубку світу
- Дебют в кубку світу — 6 березня 2008 року в спринті в Ханти-Мансійську — 62 місце.
- Перше попадання в залікову зону — 8 січня 2010 року в спринті в Рупольдинзі — 28 місце.
- Перше потрапляння до квіткового подіуму — 9 січня 2011 року в мас-старті в Обергофі — 8 місце.
- Перша перемога — 12 березня 2017 року, індивідуальна гонка на чемпіонаті світу 2015.

У жовтні 2015 року Юрлова одружилася з австрійцем Йозефом Перхтом, масажистом австрійської збірної. В сезоні 2016-17 років вона взяла паузу у виступах через народження дитини.

## Виступи на чемпіонаті світу
| Рік  | Міце проведення      | Інд | Спр | Пр | МС | Ест | ЗМ |
| 2011 | Ханти-Мансійськ      | 7   | 6   | 10 | 15 | 9   |    |
| 2013 | Нове Место-на-Мораві | 32  |     |    |    |     |    |

## Загальний залік в Кубку світу
- 2009—2010 — 59-е місце (67 очок)
- 2010—2011 — 17-е місце (544 очки)
- 2011—2012 — 37-е місце (188 очок)
- 2012—2013 — 32-е місце (266 очок)

## Статистика стрільби
| № п/п | Сезон     | Загальна        | Індивідуальна гонка | Спринт        | Гонка переслідування | Мас-старт     | Естафета      |
| ----- | --------- | --------------- | ------------------- | ------------- | -------------------- | ------------- | ------------- |
| 1     | 2007-2008 | 80,0% (32/40)   | 0,0% (0/0)          | 80,0% (16/20) | 80,0% (16/20)        | 0,0% (0/0)    | 0,0% (0/0)    |
| 2     | 2009-2010 | 84,0% (84/100)  | 85,0% (17/20)       | 82,5% (33/40) | 85,0% (34/40)        | 0,0% (0/0)    | 0,0% (0/0)    |
| 3     | 2010-2011 | 82,4% (314/381) | 83,8% (67/80)       | 87,5% (70/80) | 89,0% (89/100)       | 80,0% (64/80) | 58,5% (24/41) |
| 4     | 2011-2012 | 83,0% (166/200) | 80,0% (32/40)       | 78,3% (47/60) | 82,5% (33/40)        | 90,0% (54/60) | 0,0% (0/0)    |
| 5     | 2012-2013 | 83,4% (242/290) | 91,7% (55/60)       | 84,3% (59/70) | 77,5% (93/120)       | 87,5% (35/40) | 0,0% (0/0)    |

## Статистика
У таблиці наведено статистику виступів біатлоніста в Кубку світу.
- Місця 1–3: кількість подіумів
- Чільна 10: кількість фінішів у першій десятці
- В очках: кількість виступів, на яких біатлоніст здобував очки
- Старти: кількість стартів

| Місця                      | Індивід. | Спринт | Персьют | Мас-старт | Естафета | Разом |
| -------------------------- | -------- | ------ | ------- | --------- | -------- | ----- |
| 1                          | 1        |        | 1       |           |          | 2     |
| 2                          |          |        |         |           |          |       |
| 3                          |          |        |         |           |          |       |
| Чільна 10                  | 4        | 3      | 4       | 3         | 4        | 18    |
| В очках                    | 11       | 23     | 16      | 11        | 4        | 65    |
| Стартів                    | 13       | 31     | 18      | 11        | 4        | 77    |
| Станом на: 22 березня 2015 |          |        |         |           |          |       |

## Виноски
1. ↑  В дужках наведена кількість влучних пострілів та загальна кількість пострілів. В статистиці стрільби рахуються постріли, які здійснив біатлоніст на етапах кубка світу та чемпіонаті світу